# Sabine Verheyen

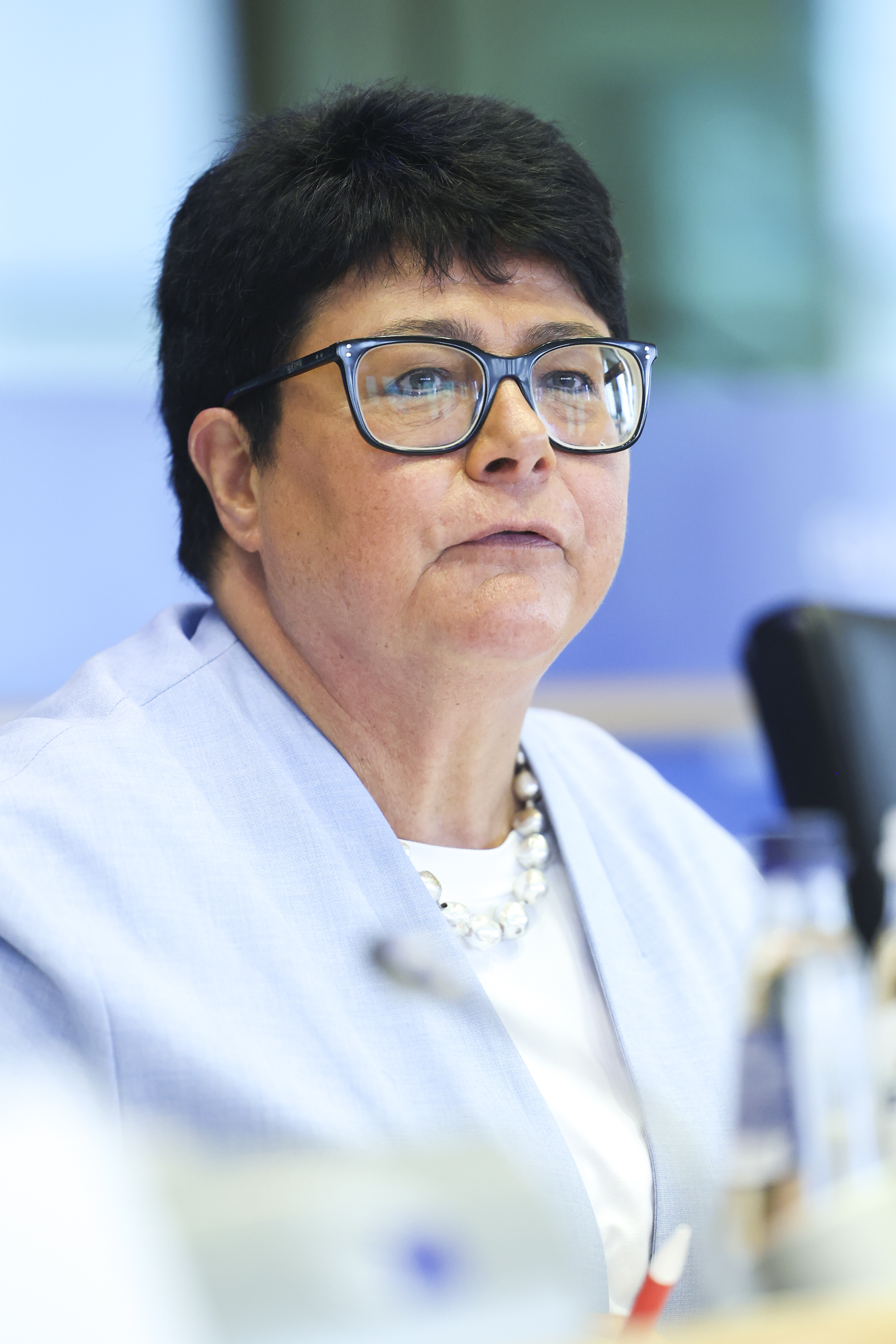
Sabine Verheyen (2024)

Sabine Verheyen (* 24. Oktober 1964 in Aachen) ist eine deutsche Politikerin (CDU). Sie gehört seit 2009 dem Europäischen Parlament an, seit Juli 2024 ist sie dessen Erste Vizepräsidentin.

## Leben
Nach ihrem Abitur am St. Ursula Gymnasium in Aachen studierte sie 1983 bis 1988 Architektur an der FH Aachen und ist seit 1990 Mitglied der CDU. Von 1994 bis 2009 war sie Mitglied im Rat und von 1999 bis 2009 Bürgermeisterin der Stadt Aachen. Außerdem ist sie seit 1999 Mitglied im Euregio-Rat, seit 2001 im Landesvorstand der CDU NRW und seit 2002 im Landesvorstand der Kommunalpolitischen Vereinigung.
Seit 2009 ist sie kommunalpolitische Sprecherin und seit 2014 stellvertretende Vorsitzende der CDU/CSU-Gruppe im Europäischen Parlament.
Sabine Verheyen ist verheiratet und hat drei Kinder.

## EU-Parlamentarierin
Sabine Verheyen war von 2009 bis 2011 stellvertretendes Mitglied des Ausschusses für regionale Entwicklung. Seit 2009 gehört sie dem Ausschuss für Kultur und Bildung (CULT) an und ist seit 2014 Sprecherin der EVP-Fraktion in diesem Ausschuss.
Seit 2012 ist Verheyen stellvertretendes Mitglied des Ausschusses für Binnenmarkt und Verbraucherschutz.
Seit 2009 ist sie Mitglied in der Delegation für die Beziehung zu Südafrika, deren stellvertretende Vorsitzende sie 2014 wurde. Von 2009 bis 2014 war sie zudem stellvertretendes Mitglied der Delegation für die Beziehung zu Iran.
Von 2014 bis 2017 war sie stellvertretendes Mitglied in der Delegation für die Beziehungen zu Chile und in der parlamentarischen Versammlung EU-Lateinamerika.
Als stellvertretendes Mitglied der Delegation in der Paritätischen Parlamentarischen Versammlung AKP-EU ist Verheyen seit 2017 tätig.
Verheyen ist in der Fraktion der Europäischen Volkspartei (Christdemokraten) Mitglied und seit 2014 Sprecherin der EVP-Fraktion im Ausschuss für Kultur und Bildung sowie stellvertretende Vorsitzende in der Delegation für die Beziehungen zu Südafrika. Als Stellvertreterin ist sie im Ausschuss für Binnenmarkt und Verbraucherschutz.
Bei der Europawahl 2024 wurde sie wiedergewählt. In der konstituierenden Sitzung am 16. Juli 2024 wählte das Parlament Verheyen zu einer der 14 Vizepräsidenten. Sie erhielt das beste Ergebnis aller Kandidaten und ist damit Erste Vizepräsidentin.

## Mitgliedschaften
Verheyen ist Mitglied der Europa-Union Parlamentariergruppe Europäisches Parlament.
Verheyen ist Mitglied des Kuratoriums des Instituts für europäische Partnerschaften und internationale Zusammenarbeit in Hürth.
Sabine Verheyen war von 2003 bis 2009 Mitglied des Rundfunkrats des WDR. Von 2009 bis 2016 war sie dessen stellvertretendes Mitglied.

## Politische Positionen
Modernisierung des Bildungswesens in der EU
Sabine Verheyen vertritt die Meinung, dass in einer zunehmend globalisierten und digitalisierten Welt Bildung der Schlüssel zum Erfolg ist. Um auch weiterhin eine hochwertige Bildung zu gewährleisten, bedarf es innovativer Lern- und Lehrmethoden. Es ist wichtig, dass die Möglichkeiten, die die Digitalisierung und die Einrichtung gemeinsamer Bildungsplattformen für die moderne Bildung bietet, insbesondere im Bereich des Fernunterrichts, auch genutzt werden. Gleichzeitig sollten altersgerechte IKT- (Informations- und Kommunikationstechnik) und Medienlehrpläne erstellt werden, die das Erlernen eines verantwortungsvollen Umgangs und kritischen Denkens mit Medien vorsehen.
Erasmus+
Es ist Verheyens Ansicht nach wichtig, dass junge Menschen Europa kennen lernen und darauf aufbauend eigene Ideen und Vorstellungen zur weiteren Gestaltung der EU entwickeln. Dies setzt jedoch voraus, dass junge Menschen die Möglichkeit haben die Vorteile und Vielfalt Europas selber zu entdecken. Das Erasmus+ Programm ist für Verheyen daher eines der wichtigsten Förderprogramme.
Tihange
Verheyen forderte zusammen mit anderen Europaabgeordneten der Euregio die Kommission auf, in Bezug auf das Atomkraftwerk Tihange, eine gemeinsame europäische Lösung zu finden. Die als bedenklich eingestufte Sicherheitslage des Kraftwerks Tihange betreffe, über Ländergrenzen hinweg, die Menschen in der Euregio. Aus diesem Grund müsse sich die Kommission für verbindliche europäische Sicherheitsnormen von Kernkraftwerken sowie für die Einrichtung einer europäischen Atomaufsichtsbehörde einsetzen, die die nationalen Aufsichtsbehörden und Betreibern kontrolliere.
Audiovisuelle Mediendienste Richtlinie
2016 übernahm Verheyen im Ausschuss für Kultur und Medien die Co-Berichterstattung für die Novelle der Audiovisuellen Mediendiensterichtlinie. Während der Verhandlungen setzte sich Verheyen vor allem für eine faire Angleichung der Regeln für lineare und non-lineare Medien ein, zum Beispiel bei der Werbung und bei Jugendschutz. Die Novelle soll 2019 in Kraft treten.
Kommunalpolitische Sprecherin der CDU/CSU Gruppe
Verheyen setzt sich „für ein starkes, bürgernahes und kommunalfreundliches Europa ein.“ Sie ist der Meinung, dass ein starkes EU-Parlament und ein intensiver Austausch mit den Kommunen für die Umsetzbarkeit und dadurch auch die Effektivität europäischer Gesetzgebung grundlegend sind.
Urheberrecht im digitalen Binnenmarkt
Sabine Verheyen hat für die Richtlinie gestimmt, weil sie „mehr Fairness im Internet ermöglicht und insbesondere die rücksichtslos kapitalisierenden Großkonzerne in die Verantwortung“ nimmt.